# Istiqlal
Istiqlal er et marokkansk politisk parti. Et af dets ledende medlemmer var den nu afdøde El Mehdi Benslimane. 
Det var det politiske parti, der pressede franskmændene til at opgive kolonien i Marokko. Partiet udgiver også nyhedsavisen Al-Alam.
| Politik | Spire Denne artikel om politik og ideologi er en spire som bør udbygges. Du er velkommen til at hjælpe Wikipedia ved at udvide den. |